# Croton reitzii
Espèce
Croton reitzii est une espèce de plantes à fleurs du genre Croton et de la famille des Euphorbiaceae, présente au Brésil (État de Santa Catarina, Paraná).